# Chloroclystis rotumensis
Chloroclystis rotumensis là một loài bướm đêm trong họ Geometridae.